# Дансфолд
Дансфолд — деревня в графстве Суррей, Англия, находится в 14 километрах к югу от Гилфорда. Население составляет 3812 человек.

## История
Первое название деревни зарегистрировано в 1259 году — Duntesfaude, Duntesfaud в 1272 и Duntesfalde в 1291 году, очевидно оно означало «Изгиб Данте». Так же название может происходить от староанглийского «холм» или «сгиб» — на холмах пасли овец и они, передвигаясь, изгибали зерновые посевы по краю холма. В то время в Дансфольде было много овец абердин-ангусской породы, но со временем их перестали содержать.
Здание церкви Святой Марии и всех святых построено в нормандском архитектурном стиле. Около церкви находятся самые старые скамейки в Англии. Соседняя церковь Holy Well была местом паломничества, многие считали, что церковный святой источник может вылечить глаза. Существует предположение, что церковь построена на искусственном холме дохристианского периода. Куратор — Пол Дженкинс, с 23.I.2007.
Common House — это средневековый зал, приблизительно 1500 года постройки, представляет большую историческую ценность. В деревне ещё много различных исторических зданий — это местный паб, гостиница и другие.
Около деревни есть поле для крикета, на котором иногда проходят соревнования.
В период промышленной революции в Дансфолде построили канал и аэродром.

## Дансфолд Парк
Взлётно-посадочная полоса была построена Канадской Армией во время Второй мировой войны как аэродром для экстренных посадок. После войны, аэродром использовался для возвращения военнопленных. Аэропорт Дансфолд был объявлен бездействующим в 1946, но снова использовался в 1948 и 1949 - как часть знаменитого воздушного коридора по обеспечению Берлина продовольствием. В 1950 авиакомпания «The Hawker Aircraft Company» арендовала аэродром.
В октябре 1960 компания Hawker Siddeley испытывала на аэродроме свой самолет «Hawker P.1127», который впоследствии стал знаменит как бомбардировщик с вертикальным взлетом - Harrier. После авиакатастрофы в 1986 аэропорт больше не используется как испытательный полигон.

## После British Aerospace
В 2002 году BAE Systems (преемник British Aerospace) продала парк Дансфолд компании «Rutland Group» и Королевскому Банку Шотландии, после чего был создан холдинг «Dunsfold Park Ltd» для строительства домов, проект был рассчитан на 2500 домов.

С 2002 года корпорация BBC использует часть аэродрома и несколько ангаров, для телевизионной программы про автомобили - Top Gear.

С июня 2007 года парк Дансфолд стал базой санитарной авиации.

В парке Дансфолд в конце августа проходит аэро и автосалон под названием «Крылья и колёса». В настоящее время компания «Дансфолд парк лтд» пытается реализовать проект по перестройке аэродрома.

## Будущее
В 2006 году владельцы парка Дансфолд предложили постройку нового города с 2600 домами, школой, больницей, общественным транспортом и магистралью, соединяющей будущий город с деловыми районами Англии. Но проект может привести к тому, что от аэродрома ничего не останется, споры вокруг данного предложения до сих пор ведутся и решение ещё не принято.